# Shaken 'n' Stirred
Albums de Robert Plant
The Honeydrippers: Volume One
(1984) Now and Zen
(1988)
Singles
1. Little By Little
Sortie : 1985
2. Too Loud
Sortie : 1985
3. Sixes and Sevens
Sortie : 1985

Shaken 'n' Stirred est le troisième album studio de Robert Plant, sorti le 20 mai 1985.
Il est un cas particulier dans la discographie de Robert Plant avec sa mise en avant des synthétiseurs.
L'album se classe 20e au Billboard 200 et est certifié disque d'or par la Recording Industry Association of America (RIAA) le 18 juillet 1985.
En 2007, une réédition remastérisée, avec un titre bonus, est publiée par Rhino Entertainment.

## Titres
| No | Titre              | Auteur                                                     | Durée |
| -- | ------------------ | ---------------------------------------------------------- | ----- |
| 1. | Hip to Hoo         | Robbie Blunt, Robert Plant, Richie Hayward, Jezz Woodroffe | 4:51  |
| 2. | Kallalou Kallalou  | Plant, Woodroffe                                           | 4:17  |
| 3. | Too Loud           | Blunt, Plant, Hayward, Woodroffe                           | 4:07  |
| 4. | Trouble Your Money | Blunt, Plant                                               | 4:14  |
| 5. | Pink and Black     | Blunt, Plant, Hayward, Woodroffe                           | 3:45  |
| 6. | Little by Little   | Plant, Woodroffe                                           | 4:43  |
| 7. | Doo Doo a Do Do    | Blunt, Plant                                               | 5:09  |
| 8. | Easily Lead        | Blunt, Plant, Woodroffe                                    | 4:35  |
| 9. | Sixes and Sevens   | Blunt, Plant, Hayward, Woodroffe, Paul Martinez            | 6:04  |

| 10. | Little by Little (Remix) | 5:12 |

## Personnel
- Robert Plant : voix
- Robbie Blunt : guitares, synthétiseurs
- Paul Martinez : basse
- Jezz Woodroffe : claviers
- Richie Hayward : batterie
- Toni Halliday : chœurs

## Charts et certification

### Album
Charts album
| Pays             | Durée du classement | Meilleur classement | Date            |
| ---------------- | ------------------- | ------------------- | --------------- |
| Allemagne        | 1 semaine           | 57e                 | 17 juin 1985    |
| États-Unis       | 19 semaines         | 20e                 | 13 juillet 1985 |
| Nouvelle-Zélande | 5 semaines          | 31e                 | 9 juin 1985     |
| Pays-Bas         | 1 semaine           | 45e                 | 15 juin 1985    |
| Royaume-Uni      | 4 semaines          | 19e                 | 1er juin 1985   |
| Suède            | 1 semaine           | 33e                 | 14 juin 1985    |

Certification
| Pays       | Certification | Ventes    | Date            |
| ---------- | ------------- | --------- | --------------- |
| États-Unis | Or            | 500 000 + | 18 juillet 1985 |

### Singles
| Single             | Chart                  | Durée du classement | Position | Date           |
| ------------------ | ---------------------- | ------------------- | -------- | -------------- |
| "Little by Little" | Hot 100                | 11 semaines         | 36e      | 6 juillet 1985 |
| "Little by Little" | Mainstream Rock Tracks | 14 semaines         | 1er      | 1er juin 1985  |
| "Little by Little" | UK Singles Chart       | 2 semaines          | 83e      | 31 août 1985   |
| "Sixes and Sevens" | Mainstream Rock Tracks | 13 semaines         | 18e      | 1er juin 1985  |
| "Pink and Black"   | UK Singles Chart       | 2 semaines          | 95e      | 18 mai 1985    |